# Zbyněk Hampl
Zbyněk Hampl (* 22. března 1988, Přerov) je bývalý český lední hokejista a mládežnický reprezentant. Hrál na postu útočníka. Je odchovancem HC Přerov, v roce 2004 přešel do klubu HC Oceláři Třinec, kde v lednu 2007 poprvé nastoupil v seniorské soutěži. V Třinci odehrál během sedmi sezón 124 extraligových zápasů, 136 přidal na hostování za šest klubů 1. ligy. V roce 2013 začal hrát ve Francii za Anglet Hormadi Élite v tamní druhé nejvyšší soutěži, ročník 2014/2015 odehrál za Boxers de Bordeaux a od sezóny 2015/2016 hrál za Les Aigles de Nice, s nimiž postoupil do Ligue Magnus. V Nice pokračoval až do konce kariéry v roce 2019.

## Hráčská kariéra
- 2002/2003–2003/2004 HC Přerov (dorost)
- 2004/2005 HC Oceláři Třinec (dorost, junioři)
- 2005/2006 HC Oceláři Třinec (junioři)
- 2006/2007 HC Oceláři Třinec (junioři, ELH)
- 2007/2008 HC Oceláři Třinec (ELH, junioři), HK Jestřábi Prostějov (1. liga)
- 2008/2009 HC Oceláři Třinec (ELH), HC Havířov Panthers (1. liga)
- 2009/2010 HC Oceláři Třinec (ELH), Salith Šumperk (1. liga)
- 2010/2011 HC Oceláři Třinec (ELH), SK Horácká Slavia Třebíč (1. liga), HC Slovan Ústečtí Lvi (1. liga)
- 2011/2012 HC Oceláři Třinec, HC Slovan Ústečtí Lvi (1. liga)
- 2012/2013 HC Oceláři Třinec, HC Olomouc (1. liga)
- 2013/2014 Anglet Hormadi Élite (Div 1)
- 2014/2015 Boxers de Bordeaux (Div 1)
- 2015/2016 Les Aigles de Nice (Div 1)
- 2016/2017 Les Aigles de Nice (Ligue Magnus)
- 2017/2018 Les Aigles de Nice
- 2018/2019 Les Aigles de Nice